# Aptesis rufigastra
Aptesis rufigastra är en stekelart som först beskrevs av Tosquinet 1896.  Aptesis rufigastra ingår i släktet Aptesis och familjen brokparasitsteklar. Inga underarter finns listade.